# Id Tech 1
id Tech 1, tidigare känd som Doom Engine, är en spelmotor som id Software utvecklade för spelet Doom och sedan vidareutvecklade till andra spel. Motorn släpptes som öppen källkod 23 december 1997 och har sedan gjorts om för att passa fler operativsystem och datortyper samt fått nya funktioner.

## Spel som använder motorn
Spelmotorn blev mest känd för Doom, och det har använts till flera andra spel.
Spel som är byggda direkt på Id Tech 1
- Doom (1993)
- Doom II (1994)
- Final Doom (1996)
- Heretic (1994)
- Hexen (1995)
- Strife (1996)
- Chex Quest